# Liste des phares de la Louisiane

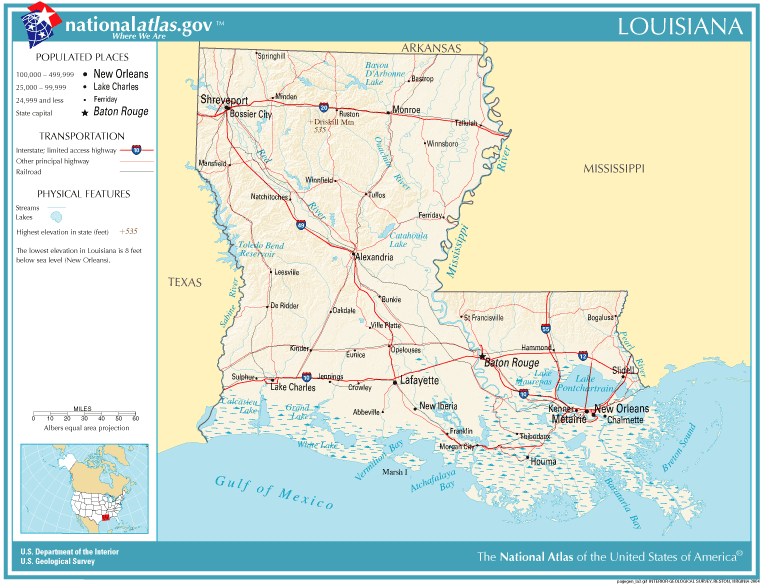
Carte de la Louisiane

La liste des phares de la Louisiane dresse la liste des phares de l'État américain de la Louisiane répertoriés par la United States Coast Guard (de la frontière du Texas à celle du Mississippi). 
Les aides à la navigation en Louisiane sont gérées par le huitième district de l' United States Coast Guard , mais la propriété (et parfois l’exploitation) de phares historiques a été transférée aux autorités et aux organisations de préservation locales.
Leur préservation est assurée par des sociétés locales de la American Lighthouse Foundation (en) et sont répertoriés au Registre national des lieux historiques (*).

## Cameron
- Phare de Sabine Pass *

## Sainte-Marie
- Phare de Point Au Fer
- Phare de Southwest Reef * (Inactif)

## Terrebonne
- Phare de Ship Shoal

## Plaquemine
- Phare de South Pass
- Phare de Pass A l'Outre (Abandonné)

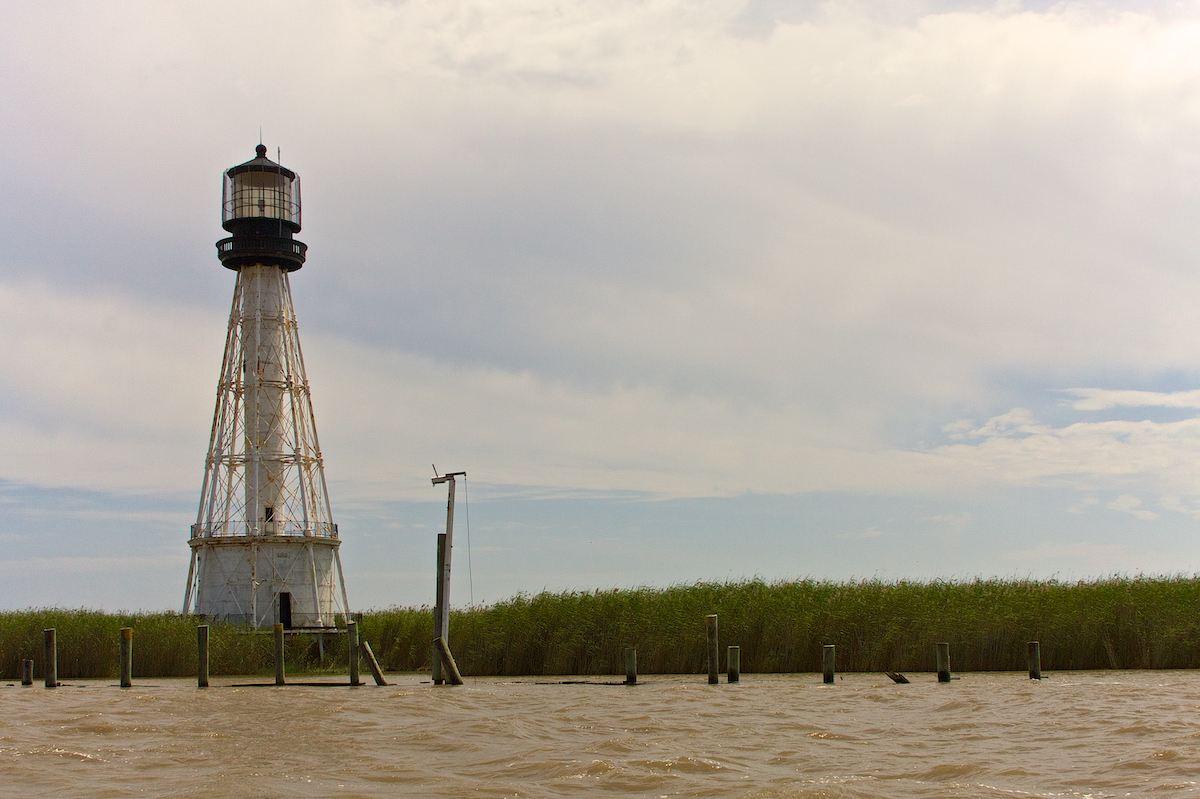
South Pass (Port Eads)

- Phare de Franck's Island (Détruit en 2002)

## Saint-Bernard
- Phare des îles Chandeleur * (Détruit en 2005)

## La Nouvelle-Orléans
- Phare de New Canal *
- Phare de West Rigolets (Détruit en 2005)
- East Rigolets Light (en)

## Tangipahoa
- Phare de Pass Manchac *

## Saint-Tammany
- Phare de Tchefuncte River *